# Монгла
Монгла (бенг. মংলা বন্দর) — город в Бангладеш, расположен в округе Багерхате.

## Транспорт
В городе расположен крупный морской порт.

## Демография
Население города по годам:
| 1991   | 1996   | 2001   | 2010   |
| ------ | ------ | ------ | ------ |
| 52 365 | 61 606 | 56 746 | 60 865 |